# Struwen

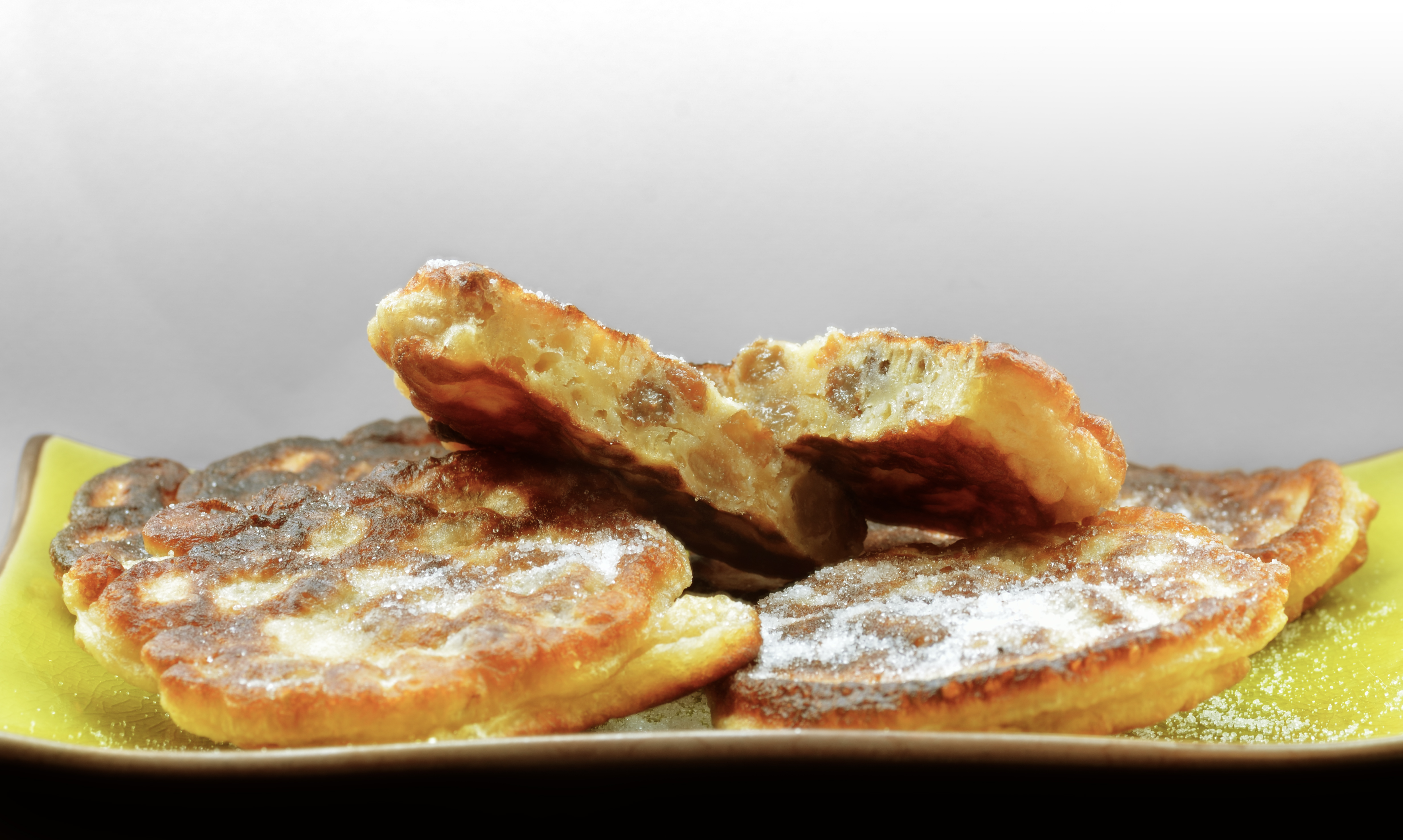
Struwen

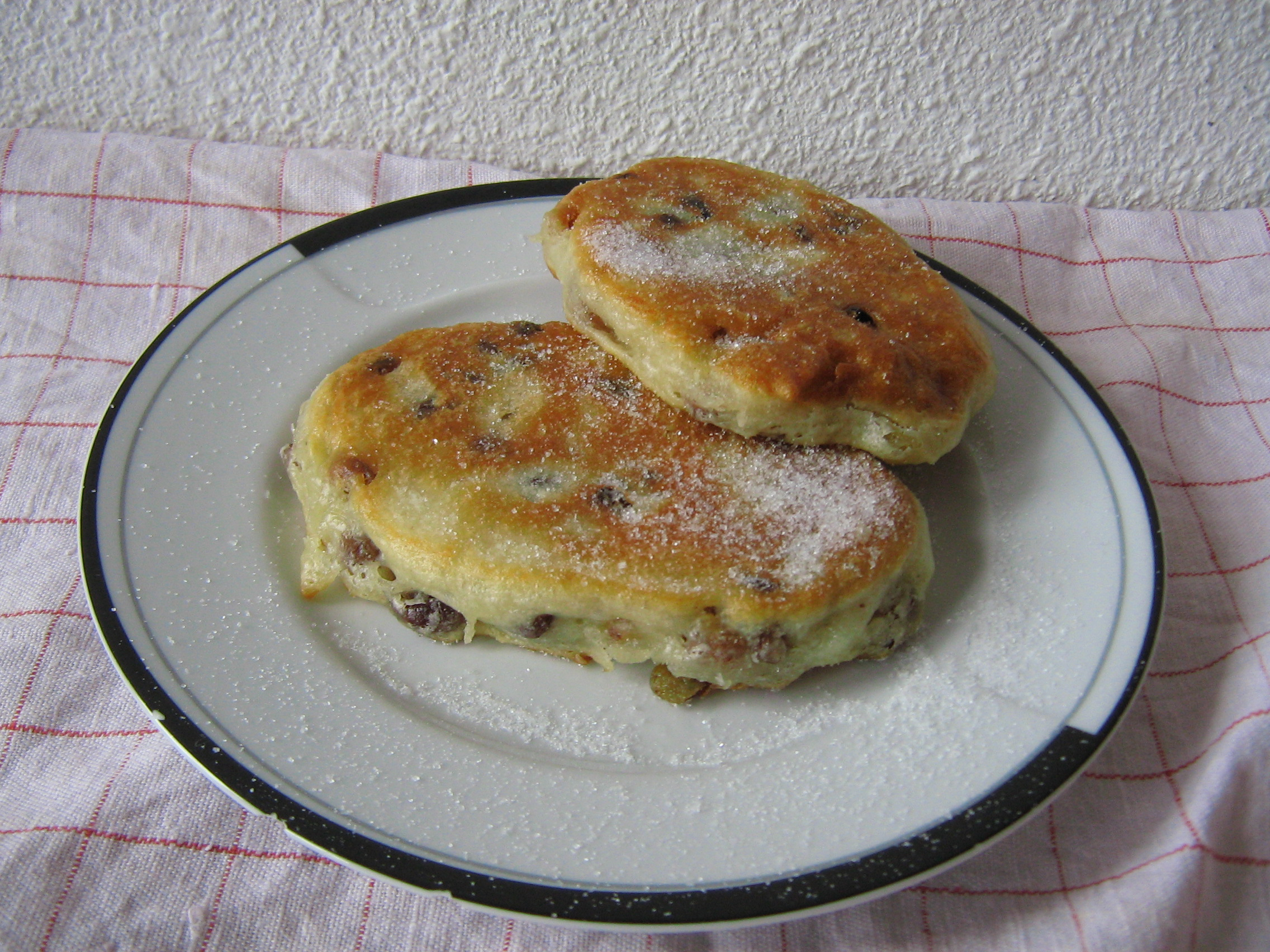
Typischer Struwen

Struwen (plattdeutsch, auch Struven oder Strüvken, Ölgekläppkes oder Oilkräppkes, Püfferchen oder Püffelkes) sind Hefepfannkuchen, die vor allem im Münsterland, aber auch in Gegenden des Niederrheins traditionell am Karfreitag gegessen werden.

## Etymologie
Das Wort Struwen leitet sich vom altsächsischen Wort „struva“ ab. Es bedeutet so viel wie „etwas Gekräuseltes“, „etwas Krauses“. Sprachgeschichtlich verwandt sind Wörter wie „Strubbel“, „Struwwel“ und „strubbelig“ (wie in „Struwwel-“ oder „Strubbelpeter“) oder „sich sträuben“.

## Geschichte
Erstmals nachgewiesen werden die Struwen in einer auf Latein verfassten Urkunde aus dem Jahr 1090. In ihr bestimmte Bischof Erpho von Münster anlässlich einer Auseinandersetzung zwischen der Äbtissin und den Stiftsdamen des Klosters Freckenhorst, dass den Klosterfrauen an verschiedenen Feiertagen, so an Weihnachten, Ostern und Pfingsten, zum Abendessen eine Speise gereicht werden solle, die vom Volk allgemein „struva“ genannt werde. Da in späterer Zeit mit Struwen ein Pfannekuchen gemeint ist, kann dieses auch für die Zeit der Abfassung der Urkunde vermutet werden.
Seit der Mitte des 20. Jahrhunderts werden Struwen als Fastenspeise in der Regel nur noch an Karfreitag gebraten oder gebacken. In der Urkunde des 11. Jahrhunderts war der Karfreitag nicht genannt worden.

## Zubereitung
Üblicherweise bestehen Struwen aus Hefeteig, dem meistens Rosinen beigegeben werden. Aus dem Teig werden flache Fladen geformt, die in der Pfanne von beiden Seiten gebraten werden. Je nach Geschmack können Struwen vor dem Verzehr mit Zucker und Zimt bestreut werden. Häufig wird dazu Apfel- oder Pflaumenkompott gereicht.